# Brain for Breakfast
Brain for Breakfast è il secondo album della musicista italiana Tying Tiffany, ed è stato pubblicato nel 2007 per i tipi dell'etichetta statunitense I Scream Records. 
Il titolo, in lingua italiana, significa letteralmente Cervello a colazione.

## Descrizione

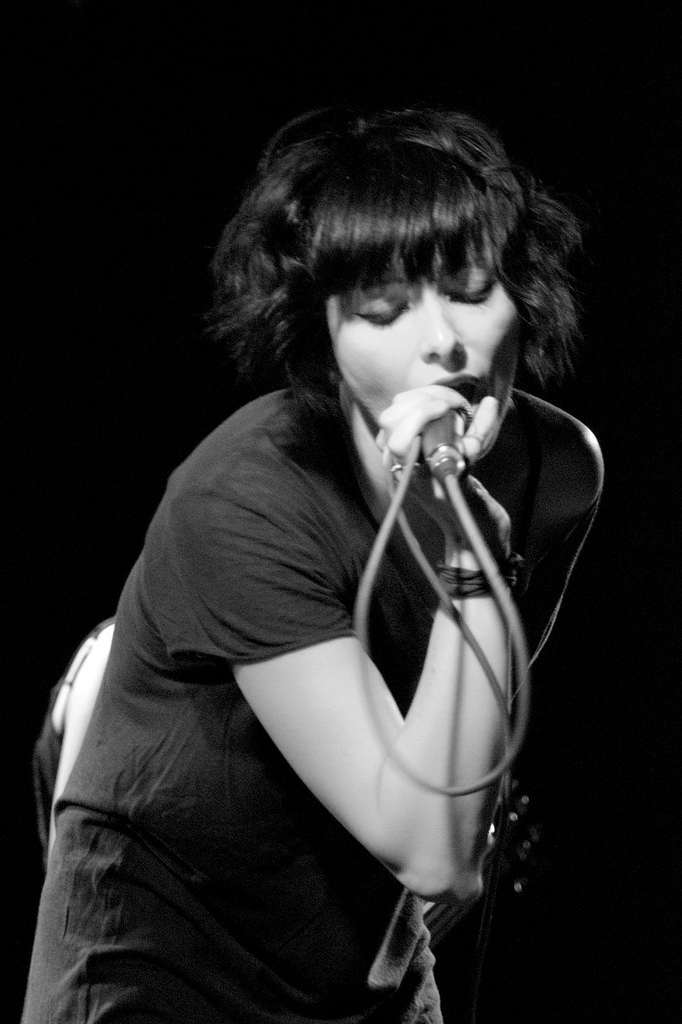
Tying Tiffany in concerto a Firenze (2009) –
La tournée relativa a Brain for Breakfast tocca, in 80 date, l'intera Europa e si conclude ufficialmente il 31 luglio 2009 al Moonlight Festival.

Il disco si avvale della collaborazione di vari musicisti.
Tra quelli appartenenti alla scena tedesca vi sono: 
Pete Namlook (uno tra i principali esponenti dell'ambient music degli anni novanta) che contribuisce al brano "State of Mind";
Nic Endo (già negli Atari Teenage Riot) che realizza un remix di "Slow Motion"; e Wolfgang Schrödl (all'epoca cantante, chitarrista e tastierista dei Liquido) che duetta con Tiffany in "Download Me".
Vi è inoltre la partecipazione di una band italiana, gli abruzzesi Santo Niente, presenti sia a livello compositivo sia a livello esecutivo nel brano "Unstoppable Spanker".

Esistono infine alcuni remix non inclusi nel CD, come ad esempio una versione di "Pazza" curata da Frost Dj Sexx oppure una versione di "I Wanna Be Your Mp3" curata dai Jingle Brothers.
Album interamente cantato in lingua inglese (fatta eccezione per il brano "Pazza"), e stilisticamente riconducibile al filone della musica elettronica, ma con numerose influenze dance, punk, new wave e pop.
Il disco ha ottenuto vari riconoscimenti da parte della stampa nazionale e internazionale. 
In particolare: il video musicale di "Pazza", diretto da Marco Marchesi, è stato tra i finalisti del Premio Italiano Videoclip Indipendente del MEI (2008) e ha vinto il Premio Videoclip Italiano 2008 patrocinato da Rockol e dall'università IULM di Milano (sezione "Indipendenti" - miglior soggetto);
mentre il video di "Slow Motion", diretto da Emilano Montanari, è stato mandato in onda nei circuiti televisivi musicali europei e asiatici.
Si fa infine notare che il brano "I Wanna Be Your Mp3" è presente sia su "Undercover" sia su "Brain for Brerakfast", ma che il relativo videoclip fu realizzato in occasione di "Undercover".

## Tracce
1. Chinga – 1:53
2. Not a Shame – 2:42
3. I Can Do It – 4:18
4. Download Me (con Wolfgang Schrödl dei Liquido) – 3:18
5. I'd Rather Bet on Outsiders – 3:36
6. Satellite – 3:54
7. I Wanna Be Your Mp3 – 2:10
8. Unstoppable Spanker (con i Santo Niente) – 3:40
9. Pazza – 2:57
10. Slow Motion (remix di Nic Endo) – 4:20
11. Shake a Snake – 2:19
12. Hollywood Hook – 3:30
13. Easy Life – 2:25
14. State of Mind (con Pete Namlook) – 5:20

## Singoli estratti
- I Wanna Be Your Mp3 (I Scream Records)  - Promo release: singolo uscito solo per le radio.
- I Can Do It (Remix) (Ocean Dark)
- Pazza (I Scream Records) - Promo release: singolo uscito solo per le radio.
- Slow Motion (I Scream Records) - Promo release: singolo uscito solo per le radio.